# 卡夫拉迪峰
46°37′57.9″N 8°41′45″E / 46.632750°N 8.69583°E

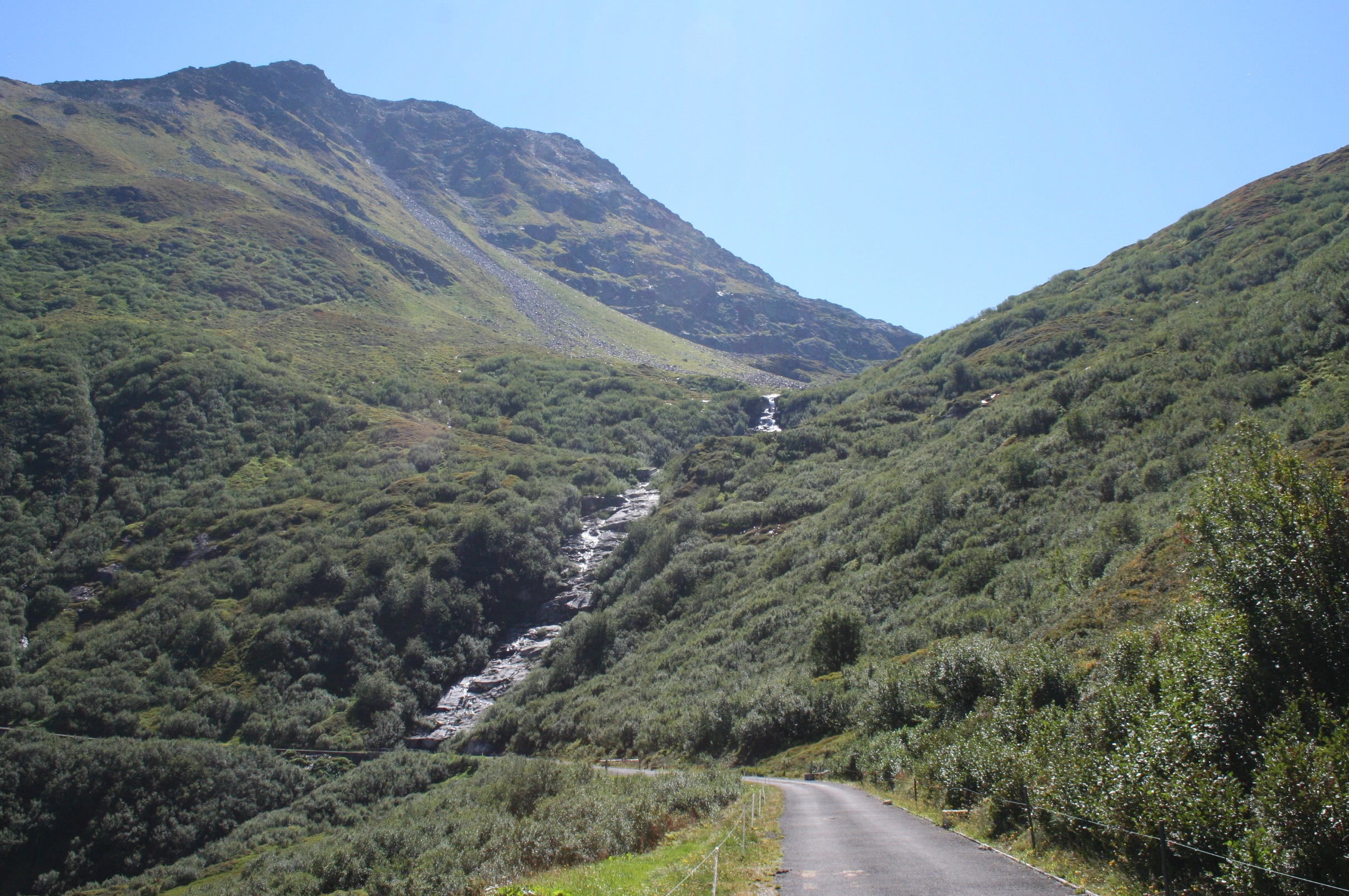

卡夫拉迪峰（Piz Cavradi），是瑞士的山峰，位於該國東南部，由格勞賓登州負責管轄，屬於勒蓬廷山的一部分，海拔高度2,614米，每年平均降雨量2,385毫米。